# Тереза Орловски
Тереза Орловски, рођена као Тереса Орловска (пољ. Teresa Orłowska), удата Мозер, 29. јула 1953. у Вроцлаву у Пољској, бивша је немачка порнографска глумица, а сада продуцент, пољског порекла. Имала је и свој порнографски часопис.

## Каријера
Тереза је провела своје детињство у Дебици, градићу близу Тарнова. И поред тога што је пореклом Пољакиња, Тереза се сматра првом правом немачком порно звездом. Емигрирала је у Немачку 1979. године. Радила је прво као конобарица у ноћним клубовима у Ватеншајду, па као ветеринарски помоћник (инспектор за месо). Удала се за Ханса Мозера 1982., а развела 1989. године. Са њим има једно дете.
Дебитовала је 1983. у филму Foxy Lady, у режији њеног мужа. Појавила се и у 2 рана примера интерактивне порнографије: Mopsparade (1994) и Teresa O. The CD-ROM edition (1995). Заједно са супругом, у Хановеру је основала филмско предузеће за одрасле VTO (Verlag Teresa Orlowski / Video Teresa Orlowski), али је фирма банкротирала након пар година. Након повлачења из порно индустрије сели се у Марбељу у Шпанији.
Године 1986. Лари Бонвил (Larry Bonville) је за Терезу снимио песму Fire Inside, а Тереза се 1989. појављује и у музичком споту Bitte, bitte берлинске групе Die Ärzte.

## Филмографија (делимична)

### као глумица
-{
- Videostar: The Magazine On Tape (1992)
- Backdoor Lust (1988) (V)
- Only the Best of Breasts (1988)
- Only the Best of Oral (1988)
- Foxy Lady 2 (1986)
- Foxy Lady 3 (1986)
- Folies de Teresa, Les (1985)
- Foxy Lady (1985)
- Teresa, the Woman Who Loves Men (1985)
- Teresa, the Woman Who Loves Men 2 (1985)
- Teresa, Never Say No (1983)
- Go for It (1975)

}-

### као продуцент
-{
- Jurassic Fuck (1993)
- Casino Fortune (1989)
- Blue Cabaret (1988)
- Lust Letters (1988)
- Folies de Teresa, Les (1985)

}-

### као режисерка
-{
- Foxy Lady 3 (1986)
- Foxy Lady (1985)

}-

### остало
- (1992) или Wolff's Turf (серијал)
- (2000)